# 가변 비트레이트
가변 비트레이트(variable bitrate, VBR)는 오디오나 비디오 인코딩 형식 중 하나이다. 고정 비트레이트(CBR)에 비해 단위 시간당 출력하는 데이터의 양이 계속 변한다. 또한, 비트레이트의 효율적 할당이 가능하다. 그래서 CBR에 비해 더욱 복잡한 연산을 한다.
MP3, WMA, AAC 오디오 파일들은 VBR로 선택적으로 인코딩할 수 있는 반면 Opus와 Vorbis는 기본값으로 VBR로 인코딩된다. 비디오에서는 MPEG-2 형식에서 사용 가능하다.
가변 비트레이트의 장점은 단위 비트 당 할당하는 용량을 효율적으로 조절할 수 있다는 것이다. 많은 데이터를 요구하는 곳에 더 많은 비트를 할당하고, 상대적으로 데이터를 요구하는 곳이 적은 곳에는 비트를 덜 할당하는 체제를 갖추고 있다. 그래서, 가변 비트레이트로 인코딩한 결과물은 고정 비트레이트에서 인코딩한 결과물보다 질이 좋다.
스마트폰이 많이 보급되지 않고 MP3, PMP를 많이 쓰던 시절에는, 영상 처리 장치의 성능이 많이 낮아 CBR이 많았으나, VBR 연산을 원활히 할 수 있는 고사양 기기가 많이 보급된 요즘은 VBR 영상이 많아지고 있다.

## 같이 보기
- 고정 비트레이트